# Wallace (football, mai 1994)
Ne pas confondre avec un autre footballeur brésilien né en 1994 : Wallace Fortuna dos Santos.
Pour les articles homonymes, voir Wallace.
Wallace Oliveira dos Santos dit Wallace, né le 1er mai 1994 à Rio de Janeiro, est un footballeur brésilien qui évolue au poste de arrière droit.

## Palmarès

### En club
| Fluminense FC - Championnat du Brésil (1) : - Champion : 2012. - Championnat de Rio de Janeiro (1) : - Champion : 2012. |  | Grêmio - Coupe du Brésil (1) : - Vainqueur : 2016. |

### En sélection
Brésil -17 ans
- Championnat de la CONMEBOL - 17 ans (1) :
  - Vainqueur : 2011.

### Statistiques
| Saison                | Club                  | Championnat           | Championnat | Championnat | Coupe(s) nationale(s) | Coupe(s) nationale(s) | Compétition(s) continentale(s) | Compétition(s) continentale(s) | Compétition(s) continentale(s) | Ligue régional | Ligue régional | Total | Total |
| Saison                | Club                  | Division              | M.          | B.          | M.                    | B.                    | Comp.                          | M.                             | B.                             | M.             | B.             | M.    | B.    |
| 2011                  | Fluminense FC         | Brasileirão           | 3           | 0           | -                     | -                     | -                              | -                              | -                              | -              | -              | 3     | 0     |
| 2012                  | Fluminense FC         | Brasileirão           | 18          | 1           | -                     | -                     | -                              | -                              | -                              | 4              | 0              | 22    | 1     |
| 2013                  | Fluminense FC         | Brasileirão           | 0           | 0           | -                     | -                     | -                              | -                              | -                              | 5              | 0              | 5     | 0     |
| Sous-total            | Sous-total            | Sous-total            | 21          | 1           | -                     | -                     | -                              | -                              | -                              | 9              | 0              | 30    | 1     |
| 2013-2014             | Inter Milan (prêt)    | Serie A               | 3           | 0           | 1                     | 0                     | -                              | -                              | -                              | -              | -              | 4     | 0     |
| 2014-2015             | Vitesse Arnhem (prêt) | Eredivisie            | 22          | 1           | 1                     | 0                     | -                              | -                              | -                              | -              | -              | 23    | 1     |
| 2015-2016             | Carpi FC 1909 (prêt)  | Serie A               | 6           | 0           | 1                     | 0                     | -                              | -                              | -                              | -              | -              | 7     | 0     |
| 2016                  | Grêmio (prêt)         | Brasileirão           | 9           | 0           | -                     | -                     | CL                             | 3                              | 0                              | -              | -              | 12    | 0     |
| Sous-total            | Sous-total            | Sous-total            | 40          | 1           | 3                     | 0                     | -                              | 3                              | 0                              | -              | -              | 46    | 1     |
| Total sur la carrière | Total sur la carrière | Total sur la carrière | 52          | 2           | 3                     | 0                     | -                              | 3                              | 0                              | 9              | 0              | 67    | 2     |